# Críticas a ESPN
A lo largo de su historia, ESPN y sus cadenas hermanas han sido objeto de críticas por opciones de programación, cobertura sesgada, conflicto de intereses y controversias con emisoras y analistas individuales. Además, ESPN ha sido criticado por centrarse demasiado en el baloncesto universitario masculino, LeBron James, Aaron Judge y el fútbol y muy poco en otros deportes como la National Hockey League y la Major League Baseball. Otras críticas se han centrado en cuestiones de raza y etnia en las diversas formas mediadas por ESPN, así como en las tarifas de transporte y cuestiones relacionadas con la exportación de contenido de ESPN.
Algunos críticos argumentan que el éxito de ESPN radica en su capacidad para brindar otras noticias deportivas empresariales y de investigación mientras compiten con otros medios productores de noticias deportivas duras como Yahoo! Sports y Fox Sports. Algunos académicos han desafiado la integridad periodística de ESPN pidiendo un estándar más amplio de profesionalismo para evitar la cobertura sesgada y los conflictos de intereses. El libro de Mike Freeman de 2001 "ESPN: The Uncensored History", que alegaba acoso sexual, consumo de drogas y apuestas, fue el primer estudio crítico de ESPN. Y luego, en 2011, una historia oral detallada sobre ESPN de James Andrew Miller y Tom Shales llamada "Those Guys Have All the Fun: Inside the World of ESPN" fue lanzado.
En México, Álvaro Morales ha sido un principal comentarista en hacer "polémicas" tanto en el fútbol mexicano, como en lo internacional (y más si se habla de Lionel Messi o del fútbol argentino que lo ha calificado "tendencioso" y más cuando se habla de los campeonatos de la selección argentina). En un principio, Alvaro no era fan de Club América, por lo que le hacía fuertes críticas, hasta en la final de Torneo apertura 2018 cuando en la final Club América se enfrentó a Cruz Azul, en esa final Alvaro declaraba que si Cruz Azul no le ganaba al Club América, el se cambiaría de equipo y sucedió eso, en lo cual gana Club América y Alvaro se convierte en un "americanista" y a partir de ahí, empezó a criticar al Cruz Azul aparte de equipos como Pumas, Chivas e incluso a otros equipos que quieren tener importancia como Tigres de la UANL, Monterrey, Pachuca, Toluca, entre otros. En febrero de 2024 José Ramón Fernández explicaba que en ESPN estaban trabajando para tener una exclusiva con Chivas y especialmente con Javier "el Chicharito" Hernández que en ese tiempo confirmaba su regreso a Chivas, sin embargo argumenta que "hay una barrera que impide", lo cual se cree que la directiva de Chivas encabezada por Amaury Vergara tiene desde el 2020 intenciones de vetar a ESPN y se cree que tras el veto hay señalamientos hacia Alvaro Morales.

## Acusaciones de sesgo
ESPN ha sido acusada de tener un sesgo hacia ciertos equipos deportivos y una "historia de amor" con jugadores superestrellas. El ombudsman de ESPN, Le Anne Schreiber, respondió a estas críticas diciendo que la industria está impulsada por las calificaciones. Desde que se lanzó MLB Network el 1 de enero de 2009, Baseball Tonight ha sido objeto de críticas debido a su sesgo percibido a favor de ciertos equipos como los Boston Red Sox y los New York Yankees.